# Karl Heinrich Tinti

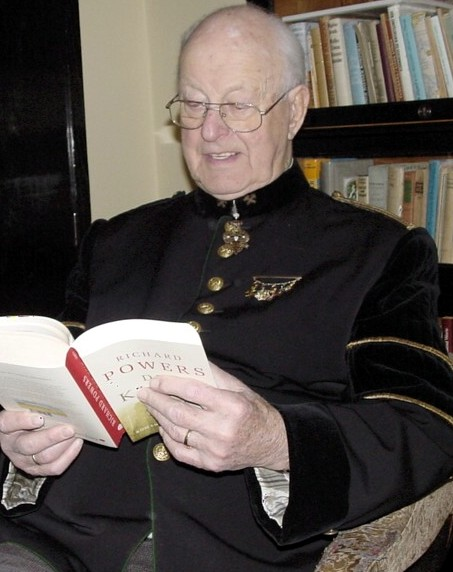
Karl Heinrich Tinti 2011

Karl Heinrich Tinti, auch Karlheinz Tinti (* 27. Dezember 1919 in Kroisbach bei Graz; † 27. Oktober 2013 in Leoben), war ein österreichischer Schriftsteller, Journalist, Schauspieler und Montanist.

## Leben
Karl Heinrich Tinti wurde 1919 als Sohn des Rudolf Tinti (bis zum Adelsaufhebungsgesetz Reichsfreiherrn von Tinti) in Kroisbach geboren. Er ist der Enkel von Karl Valentin Reichsfreiherr von Tinti und der Vetter von Friedrich Tinti.

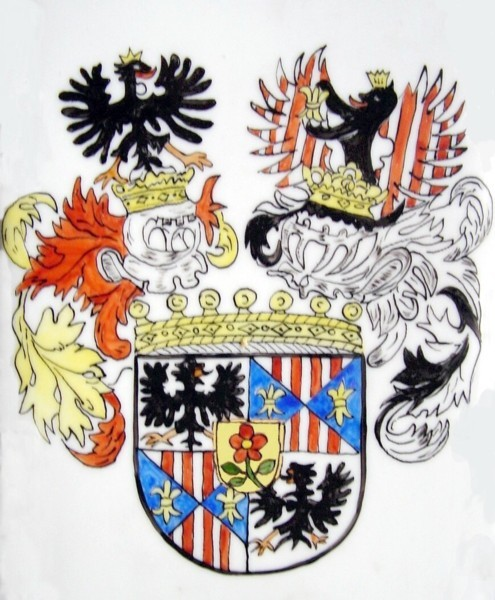
Wappen der Familie Tinti

Nach dem Realgymnasium, wo er mit Auszeichnung maturierte, besuchte er von 1937 bis 1941 die Montanistische Hochschule Leoben, die er als Diplomingenieur verließ. Während seines Studiums wurde Karl Heinrich Tinti Mitglied des Corps Schacht, dem schon sein Bruder Rolf Tinti angehörte. Bis 1945 diente er in der deutschen Wehrmacht und war zwischenzeitlich auch bei der Fa. Hellmuth Walter in Kiel (HWK-Raketentechnik) tätig. 1948 kehrte er nach Österreich zurück und wurde Betriebsleiter bei den Mayr-Melnhofschen Steirischen Montanwerken in Leoben. Er ging 1954 zur Österreichischen Alpine Montangesellschaft in Donawitz und schließlich am 31. Dezember 1979 als Betriebsdirektor in Pension.
Parallel zu seiner montanistischen Tätigkeit arbeitete er nach der 1953 abgelegten Baumeisterprüfung als Techniker, dann Prokurist und von 1965 bis 1983 als Geschäftsführer der Bauunternehmung in der Fa. Rossmann.
Von 1970 bis 1985 war er „Erster Landesschützenmeister“ der Steiermark. 1982 erhielt er das Silberne Ehrenzeichen des Österreichischen Schützenbundes, 1984 das Goldene Ehrenzeichen des Steiermärkischen Landes-Schützenbundes und 1985 das Landessportehrenzeichen. Karl Heinrich Tinti war mehrfacher Senioren-Landesmeister im Luft- und KK-Gewehr, 1991 Senioren-Vize-Staatsmeister in beiden Disziplinen, 1991 und 1992 Staatsmeister mit der Steirischen Mannschaft. Als Hauptmann der Reserve im Österreichischen Bundesheer ging er 1984 in den Ruhestand. 1997 wurde er mit dem Dichtersteinschild des 1999 wegen nationalsozialistischer Wiederbetätigung verbotenen Vereins Dichterstein Offenhausen ausgezeichnet.
Aus seiner Ehe mit Elisabeth Rossmann (1952) hat Karl Heinrich Tinti zwei Töchter und einen Sohn, sein ältester Sohn kam 1945 zur Welt.
Am 27. Oktober 2013 verstarb Karl Heinrich Tinti im Alter von 93 Jahren in seiner Heimatstadt.

### Journalist
Karl Heinrich Tinti interviewte den zypriotischen Metropoliten Photios von Paphos, den südafrikanischen Generaladministrator in Windhuk Marthinus Steyn im heutigen Namibia, den Ex-Präsidenten von Senegal Leopold Senghor, den Schauspieler Josef Meinrad während der Dreharbeiten zu einer Fernseh-Serie, den Präsidenten von Kolumbien Belisario Betancur, den Ex-Präsidenten von Nordzypern Rauf Denktaş u. v. m.
Im Rahmen seiner montanistischen Tätigkeit verfasste er einige Artikel in Fachzeitschriften über Bauwesen, Montanhistorie und Betriebswirtschaft. Vorträge zur Erwachsenenbildung hielt er in der Urania und in der Kammer für Arbeiter und Angestellte.

### Schauspieler
1941–1942 an der Berliner Theaterschule, 1982 in einer Fernseh-Serie über Peter Rosegger mit Josef Meinrad, im Stadttheater Leoben den Frosch in der „Fledermaus“ (1995 und 2004), weiters Rollen in „Wiener Blut“ (1996), „Csárdásfürstin“ (1997), „Land des Lächelns“ (1998), „Gräfin Mariza“ (1999), „Zarewitsch“ (2001), „Kiss Me, Kate“ (2007) uvm. Einige Auftritte in Fernsehfilmen und aktuellen Sendungen.

### Komponist
Karl Heinrich Tinti verfasste auch mehrere Lieder für Chorgesang.

## Werke
- Austria – Afrika – Alaska. Natur- und Jagdbuch, Hubertus-Verlag 1980, ISBN 3853700691.
- Heimat-Lieb' und Wein. Lyrik, Bläschke-Verlag, St. Michael 1985, 2. Auflage Edition Strahalm, Graz 1986, ISBN 3900526079.
- Pipsi Stummelschwanz. Kinderbuch, Edition Strahalm, Graz 1987, ISBN 3900526095.
- Unternehmen Martinique. Roman, Edition Strahalm, Graz 1988, ISBN 3900526141.
- Kribbel-Krabbel-Kraxelkäfer. Kinderbuch, Edition Conv. Center 1989.
- Albanien für Anfänger. Reisebuch, Weilburg-Verlag, Wr. Neustadt 1990, ISBN 3900100896.
- Der Schock. Roman, Weilburg-Verlag, Wr. Neustadt 1992, ISBN 3900100993.
- Der Perser. Iranische Teppiche von heute. Sachbuch (gemeinsam mit Daryousch Kavoussi), Weishaupt-Verlag, Graz 1993, ISBN 3705900056.
- Schöne Welt – Schöne Frauen. Text-Bild-Band, Weishaupt-Verlag, Graz 1994, ISBN 3705900161.
- Auf schmalem Jägersteig. Natur- und Jagdbuch, Leopold Stocker Verlag, Graz 1998, ISBN 3702008071.
- Casanova 2000. (unter dem Pseudonym Alexej de Martier) Erotik, Weishaupt-Verlag, Graz 2003, ISBN 3705901842.

Beiträge in folgenden Büchern:
- Dieter Hölbling: Durch das Jahr. Lyrik, Verlag Röschnar, Klagenfurt 1993, ISBN 3900735964.
- Claudia Rosenwirth: Mein Lieblingsgedicht. Lyrik, Verlag Röschnar, Klagenfurt 1995, ISBN 3852770173.
- Michael Hlatky: Jägerlatein!?. Natur- und Jagdbuch, Leopold Stocker Verlag, Graz 2001, ISBN 3702009078.
- Dieter Hölbling-Gauster: Wasser. Lyrik, Verlag Ploder, Friesach 2004, ISBN 3902343028.
- Rainer Wernisch: Die Jagd. Natur und Jagdbuch, Agrarverlag, Wien 2004, ISBN 3704020532.
- Montanisten dichten. Selbstverlag der Montanistischen Hochschule.

## Auszeichnungen
- 1973 Goldenes Verdienstzeichen um die Republik Österreich[14]
- 1980 Berufstitel Professor vom Bundespräsidenten verliehen
- 1982 Großes Ehrenzeichen des Landes Steiermark

Karl Tintis Schlaraffenwappen

- 1993 Großes Goldenes Ehrenzeichen des Landes Steiermark
- 1997 Dichtersteinschild des 1999 wegen nationalsozialistischer Wiederbetätigung verbotenen Vereins Dichterstein Offenhausen
- 1999 Roland-Mitsche-Preis der Montanuniversität Leoben
- 2001 Kulturpreis der Stadt Leoben mit Hannes Moscher und Horst Zander als Initiatoren der „Operette in Leoben“ am Stadttheater Leoben
- 2006 Goldenes Ehrenzeichen für Verdienste um die Republik Österreich[14]